# لا تطعم الحيوانات

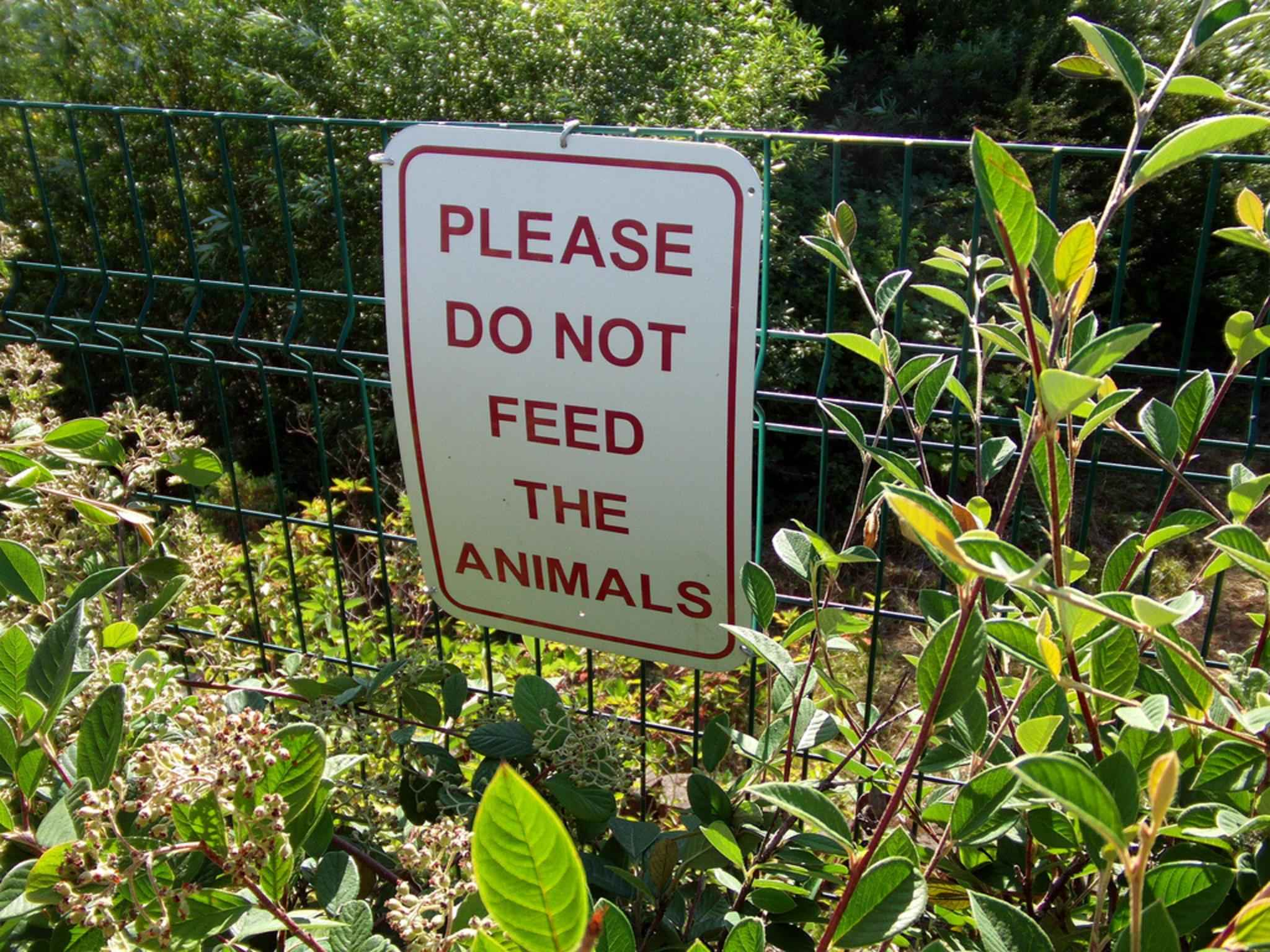

يعكس حظر «عدم إطعام الحيوانات» سياسة تحظر التغذية الاصطناعية للحياة البرية (الحيوانات البرية أو الوحشية) في الحالات التي قد تتعرض فيها الحيوانات أو الأشخاص الذين يقومون بالتغذية للضرر. توجد علامات تظهر هذه الرسالة عادة في حدائق الحيوان ، السيرك ، المتنزهات الحيوانية، أحواض السمك، المتنزهات الوطنية، الحدائق العامة ، الأماكن العامة، المزارع، وأماكن أخرى حيث يأتي الناس لمشاهدة هذة الحياة البرية.في بعض الحالات، توجد قوانين لفرض سياسات تمنع تلك الممارسات. ومع ذلك، فإن بعض الناس (مثل بعض أولئك الذين يستمتعون بتغذية الحمام في المدن) يعارضون بشكل صريح وقوي مثل هذه القوانين التي تدعي أن الحيوانات مثل الحمام يمكن أن تكون ميزة بالنسبة للأشخاص الذين ليس لديهم شركة مثل الأصدقاء أو العائلة، ويقولون أن يجب أن تتغير القوانين التي تحظر إطعام الحيوانات في المناطق الحضرية. في بعض البلدان، مثل اليونان ، يعد إطعام الحمام في المدن ممارسة شائعة. العداء الثقافي لإطعام الحيوانات في المدن والقوانين التي تحظر هذه الممارسة تثير مخاوف حول كيفية ارتباط البشر بالكائنات الحية الأخرى في البيئة الحضرية.كما احتج السياسيون على القوانين التي تحظر إطعام الحمام الوحشي في المدن.لقد كان الحمام الوحشي في المدن موجودًا منذ آلاف السنين، ولكن في الآونة الأخيرة فقط في بعض البلدان بدأ البشر في رؤيتهم على أنه مصدر إزعاج وأصبحوا معاديًا لهم. في الهند تعتبر تغذية الحيوانات الوحشية في المدن عملاً نبيلاً. يقول الأكاديميون إن الطريقة التي يتعامل بها البشر مع الحيوانات ترتبط بكيفية تعامل البشر مع بعضهم البعض، وبالتالي تثير مخاوف حول التحول الثقافي من رؤية حمامات المدينة الوحشية على أنها غير مؤذية في القرن التاسع عشر إلى رؤيتها غير مرغوب فيها في بعض البلدان في العقد الأول من القرن الحادي والعشرين.